# Samuel Benedict Carpzov

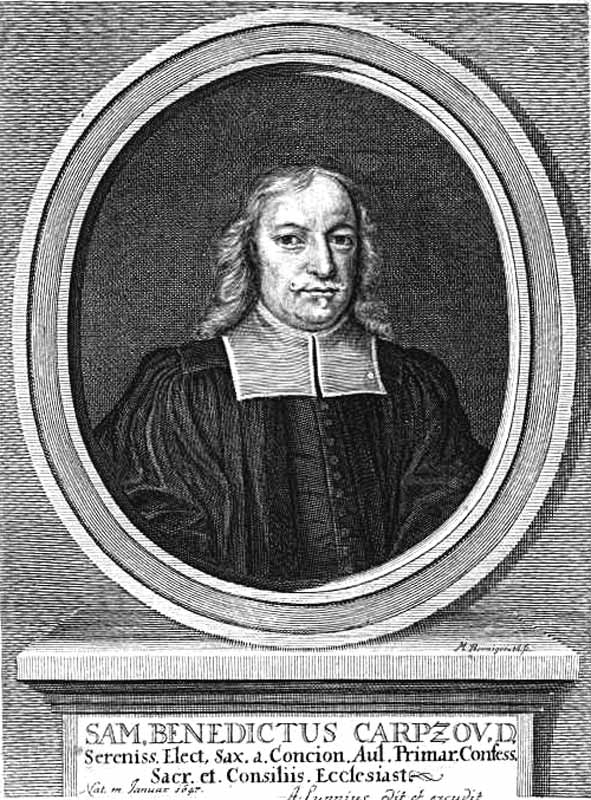
Samuel Benedict Carpzov

Samuel Benedict Carpzov (* 17. Januar 1647 in Leipzig; † 31. August 1707 in Dresden) war ein deutscher Poet und lutherischer Theologe.

## Leben
Samuel Benedict Carpzov war ein Sohn von Johann Benedikt Carpzov I. Er wuchs in Leipzig auf, besuchte die Thomasschule und immatrikulierte sich 1663 an der Universität Leipzig. Dort wurde er durch seinen Schwager Martin Geier gefördert. 1664 erwarb er das Bakkalaureat und am 23. Januar 1666 den philosophischen Magistergrad. Am 20. August 1668 wechselte er an die Universität Wittenberg und setzte seine Studien fort.
Dabei widmete er sich bei Aegidius Strauch II. der Kirchengeschichte und Moral und wurde zum Adjunkten der philosophischen Fakultät. Im Februar 1670 bewarb er sich trotz umfangreicher Konkurrenz für die Professur für Poetik. Nach einem komplizierten Auswahlverfahren fiel im April des gleichen Jahres die Wahl auf ihn und er trat die ordentliche Professur für Poetik an.
Jedoch sah er sein Ziel nicht in der Poetik. Bereits beeinflusst durch seinen Vater, wollte er sich mehr theologischen Fragen widmen. Einfluss darauf hatte auch sein Kontakt mit Abraham Calov, in dessen Haus er wohnte, dessen lutherischer Orthodoxie er jedoch reserviert gegenüberstand. 1674 erhielt er dazu die Möglichkeit und folgte einem Ruf nach Dresden als zweiter Hofprediger.
Dort wurde er 1680 Superintendent und damit verbunden Pastor an der Kreuzkirche. Um den gestiegenen theologischen Ansprüchen auch im akademischen Kontext begegnen zu können, absolvierte er weitere Studien. Am 27. April 1681 erwarb er den akademischen Grad eines Lizentiaten der Theologie, am darauf folgenden Tag promovierte er zum Doktor der Theologie. Im selben Jahr wurde er an das Oberkonsistorium berufen.
In dieser Funktion vermittelte er 1686 unter anderem die Berufung des Pietisten Philipp Jakob Speners als Oberhofprediger an den Dresdner Hof. Nachdem jedoch sein Bruder, Johann Benedict Carpzov II., ab 1688 die Gegnerschaft der Pietisten anführte, stellte sich Samuel Benedict auf dessen Seite und gegen Spener. Nach Speners Rückzug aus Dresden übernahm Samuel Carpzov 1692 dessen Stelle.

### Würdigung
Als Gegner des Pietismus hielt er sich weitestgehend von den theologischen Auseinandersetzungen zurück, versuchte jedoch die Einigungsbemühungen der unterschiedlichen Auffassungen zu verhindern. In der Überlieferung aus seiner Zeit werden seine rhetorischen Fähigkeiten bei der Predigt gelobt. Seine Schriften allerdings zeichneten sich weniger durch herausragende Qualität aus, dürften jedoch im Rahmen moderner Pietismusforschung im sächsischen Raum interessant sein.

### Familie und Nachfahren
Aus seiner am 3. März 1674 mit Anna Maria Ostermann (* 29. Juni 1657 in Wittenberg; † 5. Juli 1729 in Dresden) geschlossenen Ehe, der Tochter des Wittenberger Professors Johann Erich Ostermann, gingen sechs Söhne und zwei Töchter hervor. Davon sind die Kinder Johann Friedrich, Johanna Sophia (* 20. Januar 1682 in Dresden; † 30. März 1682 ebd.), Samuel Gottfried (* 2. März 1683 in Dresden; † 1. April 1686 ebd.), Friedrich Gottlieb (* 7. Juli 1685 in Dresden; † 26. Februar 1686 ebd.) und Samuel im Kindesalter verstorben. Die Söhne Johann Gottlob Carpzov sowie Johann Benedict Carpzov III. und die Tochter Johanna Elisabeth überlebten ihn. Die Tochter verheiratete sich mit dem königlich-sächsischen Vizekanzler Georg Gottlieb Ritter.

## Werke
- „Summos in utroque jure honores (...)“, Leipzig 1667. (Gratulation auf August Benedict Carpzov, 9. November 1667; Digitalisat der SLUB Dresden)
- Malenii noua praxis orthodaxam fidem discernendi & amplectendi, Wittenberg 1670.
- „Grünende Gebeine/ Oder Leich-Predigten. Bey Hohen Standes- und Hoch-Adelicher/ wie auch anderer fürnehmer und Christlicher Personen Beerdigung/ Hiebevor gehalten und einzeln gedrucket/ Jetzo ... zusammen gesuchet/ durchsehen/ einiger Orten gebessert/ und mit nöthigen Registern heraus gegeben“, Bd. 1, Leipzig 1696. (Digitalisat der ULB Halle)
- gemeinsam mit Johann Fecht: „Responsa Theologica. Woraus erscheinlich, Daß der Frau Abbatiszin Hoch-Fürstl. Durchl. in die neuerliche und in Dero Käyserl. Freyen Stifft Qvedlimburg nie erhörte beschwerliche Accise (...) nicht willigen könne“, s. l. 1701. (Digitalisat der ULB Halle)
- Die fruchtbringende Gesellschaft der Christen, Dresden 1711.

Ein umfangreiches Literaturverzeichnis befindet sich bei Michael Ranfft: Leben und Schriften aller Chursächsischen Gottesgelehrten (...), Leipzig 1742.